# 镇西府 (新疆)
镇西府，清朝时设置的府。

镇西府（巴里坤办事大臣辖区）在新疆的位置（1820年）

乾隆三十八年（1773年）升巴里坤厅置，治所在宜禾县（今新疆维吾尔自治区巴里坤哈萨克自治县）。隶甘肃省。辖迪化州及奇台、哈密、辟展三厅。咸丰五年（1855年）降为直隶厅。 